# File
File (arab. فيله, gr. Φιλαί) – egipska wyspa na Nilu na wysokości I katarakty. W czasach starożytnych na wyspie znajdował się ośrodek kultu Izydy.

## Historia świątyni
W starożytnym Egipcie wierzono, że pierwszym kawałkiem lądu, który wynurzył się z wód Chaosu, była właśnie wyspa File.
Najstarsze odkryte na wyspie ruiny datowane są na IV wiek p.n.e. W czasach Ptolemejskich i rzymskich na wyspie wybudowano wielką świątynię Izydy – mammisi, kaplice Ozyrysa i Horusa, świątynie Hathor, Imhotepa oraz kiosk (pawilon) Trajana i kaplicę Augusta. Budowę świątyni Izydy rozpoczął Nektanebo I, król XXX dynastii. W okresie rządów greckich i rzymskich świątynia została rozbudowana.
Świątynia na File była jednym z ostatnich funkcjonujących miejsc kultu wierzeń egipskich. W następstwie agresywnych działań chrześcijańskich zelotów została zamknięta dopiero w połowie VI wieku oficjalnie z rozkazu cesarza Justyniana.

## Układ świątyni
Do wnętrza świątyni prowadzi przejście pomiędzy dwoma pylonami o wysokości 18,0 m. Pylony ozdobione są reliefami ukazującymi króla Ptolemeusza XII zabijającego wrogów. Na dziedzińcu, po zachodniej jego stronie znajduje się mammisi z czasów Ptolemeusza Euergestesa II i Ptolemeusza XII. Za dziedzińcem, po przejściu przez drugi pylon o wysokości 22,0 m, dochodzi się do sali hypostylowej. Wewnątrz sanktuarium znajduje się otoczony kilkoma salami naos z kryptą.
Położony nad brzegiem Nilu pawilon (kiosk) Trajana (z początku II wieku) to portyk o 14 kolumnach. Służył on jako miejsce wypoczynku podczas ceremonii kultowych. Budowla ta należy do najmniej zniszczonych. Zespół świątynny był ostatnim miejscem kultu wierzeń egipskich, gdzie ostatnią inskrypcję hieroglificzną zapisano w 452 roku.

## Przeniesienie świątyni
Wybudowanie Wysokiej Tamy w Asuanie spowodowało spiętrzenie wód Nilu. Skutkiem tego, wyspa przez około 9 miesięcy w roku jest zatopiona. Z tego powodu świątynia w znacznym stopniu uległa zniszczeniu. Przede wszystkim ucierpiała polichromia. Działania UNESCO doprowadziły do uratowania zabytku.
W 1970 r. rozpoczęto prace, które doprowadziły do przeniesienia i rekonstrukcji zespołu świątynnego Izydy na wyżej położonej wyspie Agilkia. Prace zakończono w 1980 r. W 1979 zabytki z wyspy File zostały wpisane na Listę światowego dziedzictwa UNESCO.

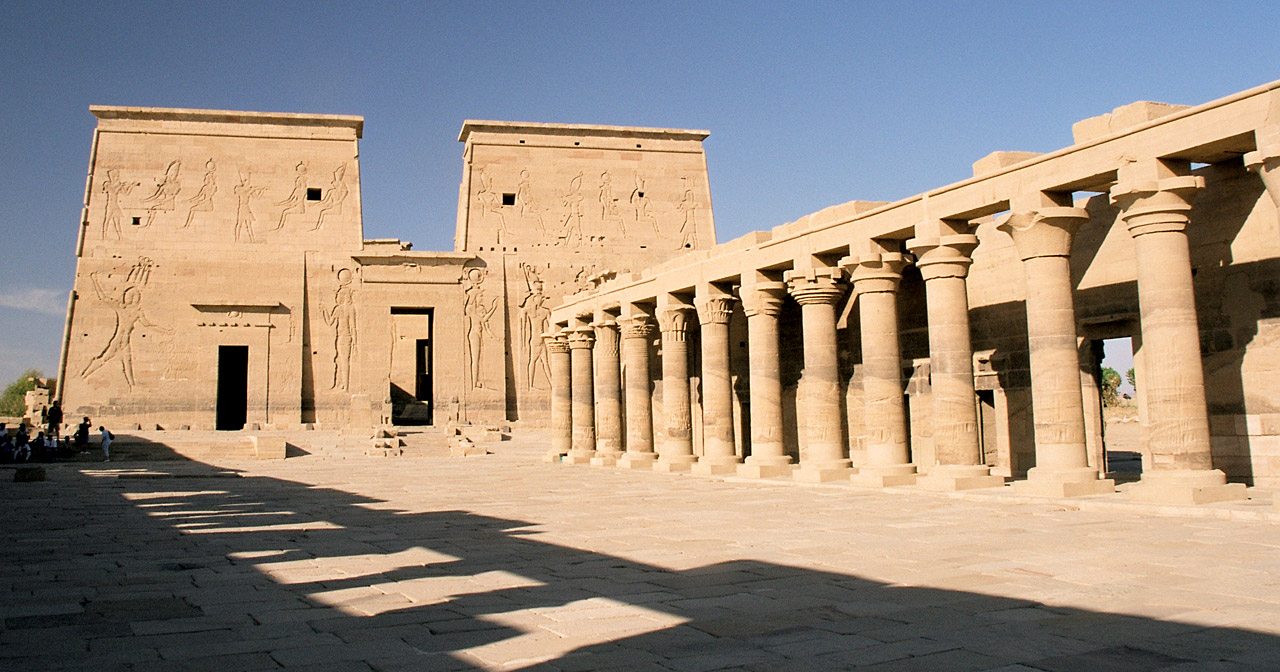
Pierwszy pylon i kolumnada sanktuarium Izydy
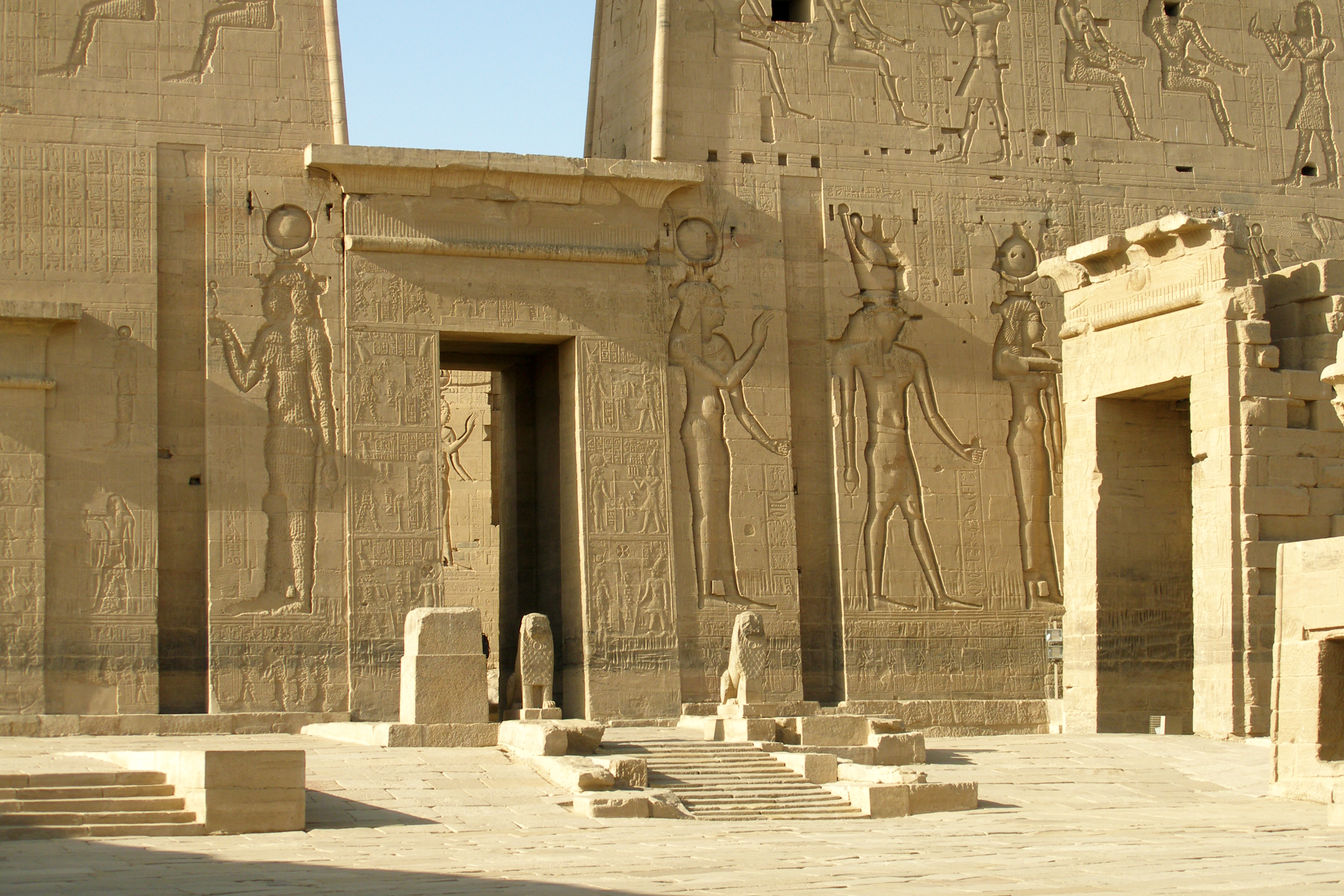
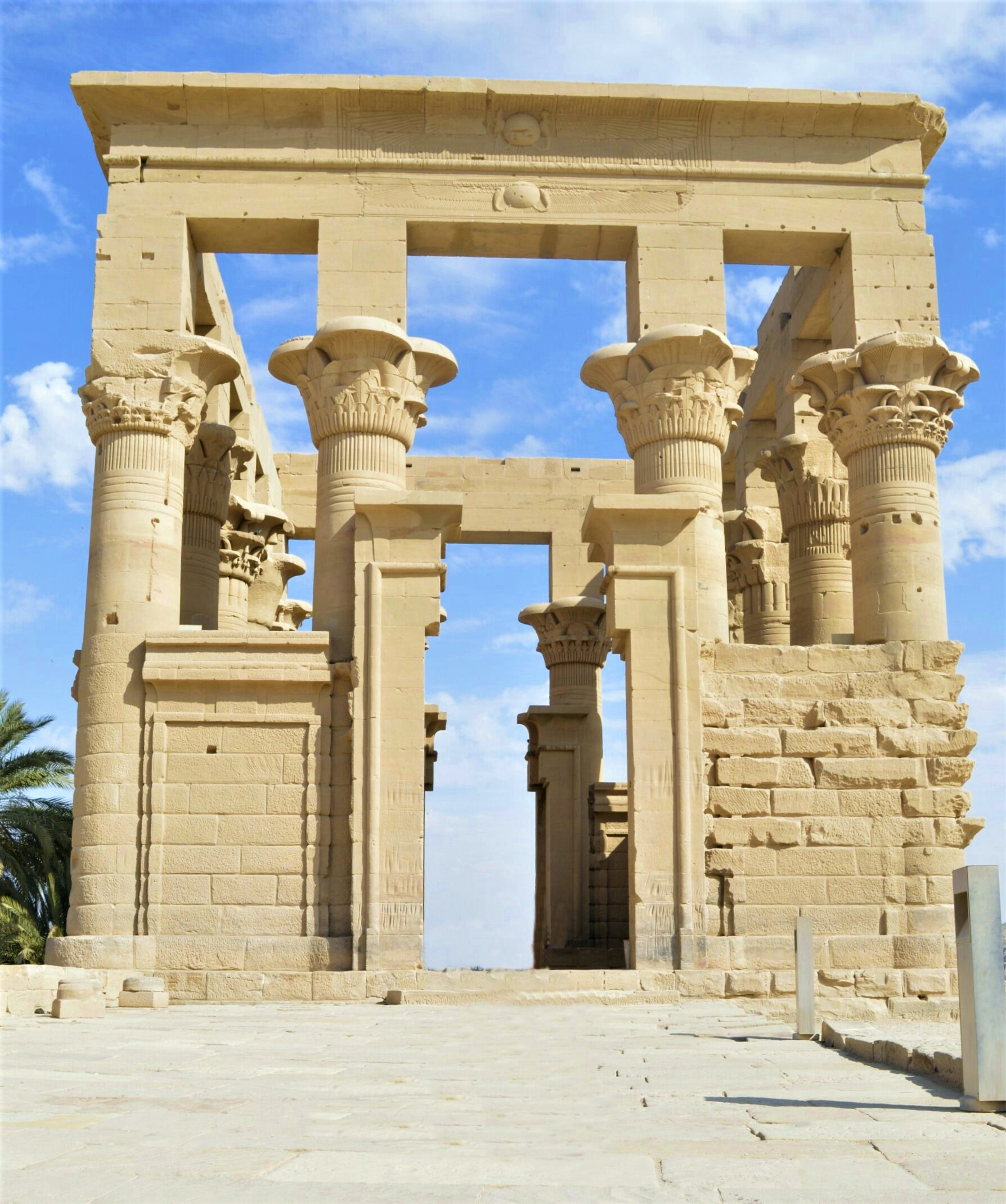
Wejście do Kiosku Trajana
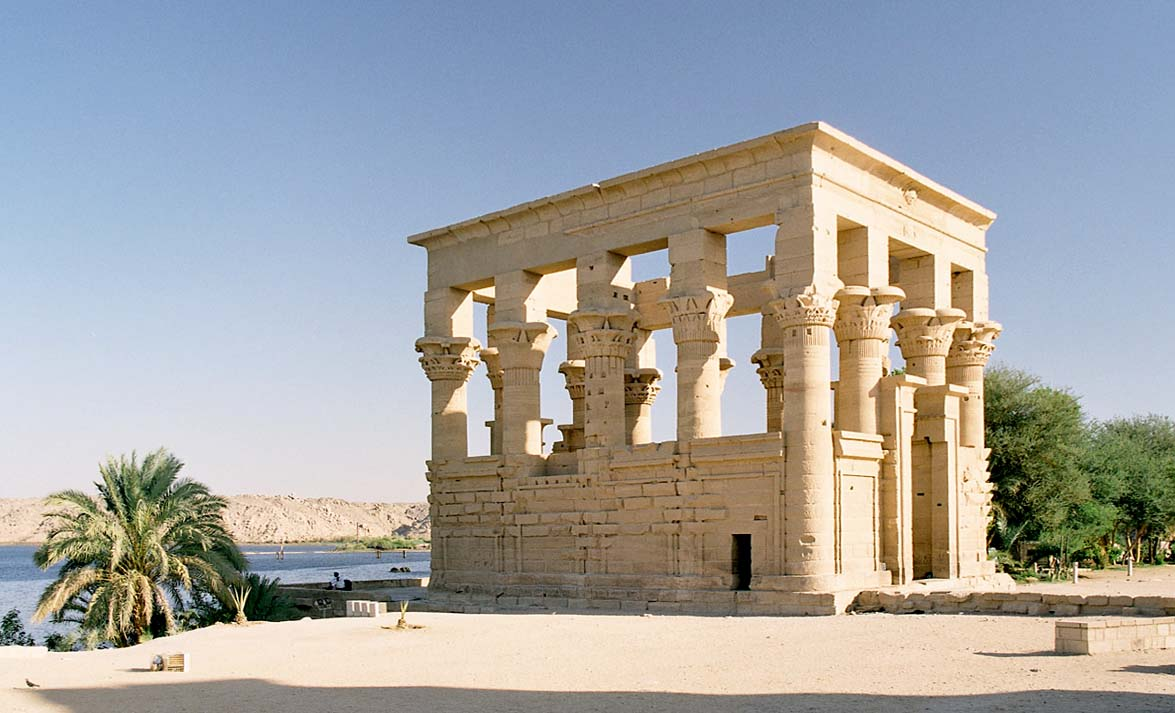
Kiosk Trajana

Nazwą wyspy (Philae) nazwano lądownik sondy kosmicznej Rosetta.